# 한남초등학교
한남초등학교는 대한민국 강원특별자치도 양양군에 있는 초등학교다.

## 학교 연혁
- 1952.04.05 상평초등학교 용천분교장 인가
- 1953.04.01 한남국민학교 개교
- 1984.06.02 병설유치원 건립
- 1989.10.27 교사 개축 준공(8개교실)
- 1996.03.01 한남초등학교로 교명 개칭
- 2003.03.01 학교 숲 가꾸기 시범학교
- 2003.10.23 유아교육시범 유치원 운영 보고회
- 2006.12.08 전국아름다운학교 최우수상 수상
- 2011.03.01 제25대 교장 남기원 부임
- 2014.02.13 제60회 졸업식(졸업생수 1,367명)